# The Possession of Michael King
The Possession of Michael King – amerykański film fabularny z 2014 roku, napisany i wyreżyserowany przez Davida Junga, z Shane'em Johnsonem obsadzonym w roli tytułowej. Opowiada historię mężczyzny, który po śmierci żony postanawia dowieść, że Bóg nie istnieje. W tym celu przywołuje groźne demony; zostaje przez nie opętany. Światowa premiera obrazu nastąpiła 14 sierpnia 2014; film wydano wówczas w Singapurze. 22 sierpnia tego roku odbyła się amerykańska premiera projektu.

## Obsada
- Shane Johnson − Michael King
- Ella Anderson − Ellie King
- Cara Pifko − Samantha
- Tomas Arana − Augustine
- Luke Baines − Elias
- Dale Dickey − Beverly
- Patricia Healy − Marsha
- Julie McNiven − Beth King
- Cullen Douglas − właściciel zakładu pogrzebowego

## Nagrody i wyróżnienia
- 2014, Fright Meter Awards:
  - nominacja do nagrody Fright Meter w kategorii najlepszy aktor pierwszoplanowy (wyróżniona: Shane Johnson)[2]
- 2015, iHorror Awards:
  - nominacja do nagrody iHorror w kategorii najlepszy film wydany w systemie VOD (David Jung)[3]